# Коричневая земляная горлица
Коричневая земляная горлица (лат. Columbina talpacoti) — вид птиц семейства голубиных. Выделяют четыре подвида. Обитает от крайнего юга Северной Америки до Южной Америки. Не находится под угрозой исчезновения.

## Описание
Коричневая земляная горлица — небольших размеров птица с длиной тела 16,5 см и относительно коротким хвостом. Половой диморфизм выражен слабо. Самки несколько тусклее по окраске, чем самцы. У них также отсутствует серое оперение на голове.
У самцов верх головы серый. В остальном оперение имеет насыщенный рыжевато-коричневый цвет. Нижняя сторона тела немного светлее, чем верхняя. На крыльях имеются отдельные чёрные пятна и полосы. Маховые перья чёрно-бурые. Клюв у основания серовато-рогового цвета, а кончик тёмный. Радужная оболочка глаза красная. Ноги красноватого цвета.

## Распространение и поведение
Ареал простирается от южной Мексики через Центральную Америку до Южной Америки. В Соединенных Штатах этот вид иногда встречается от юга Калифорнии до юга Техаса. В Южной Америке ареал простирается до севера Аргентины, Парагвая и Уругвая. Также встречаются на острове Маргарита, Тринидаде, Тобаго и Пуэрто-Рико. В Колумбии этот вид можно встретить на высоте до 2 400 метров над уровнем моря.
Коричневая земляная горлица — оседлый вид. Однако миграции могут быть вызваны недостатком корма. Они ищут пищу на земле. Пищевой спектр включает семена, мелких насекомых и улиток. В некоторых частях своего ареала вид размножается круглый год. Однако в Перу и Боливии сезон размножения длится с сентября по январь. Гнездо относительно устойчиво для голубей и обычно строится в густом подлеске или на вьющихся растениях. Кладка состоит из двух белых яиц. Период насиживания длится от 11 до 13 дней. Молодые птицы покидают гнездо через 10-14 дней.

## Разведение
Относительно редки в европейском голубеводстве, поскольку их лишь изредка импортируют. Однако первые коричневые земляные горлицы были показаны в Лондонском зоопарке ещё в 1868 году и выведены в том же году. Для их содержания необходим открытый вольер с обогреваемым навесом. При недостаточном воздействии солнечного света они склонны к меланизму. Они не подходят для общения с другими мелкими голубями, так как ведут себя агрессивно по отношению к ним.